# Denkmäler deutscher Tonkunst

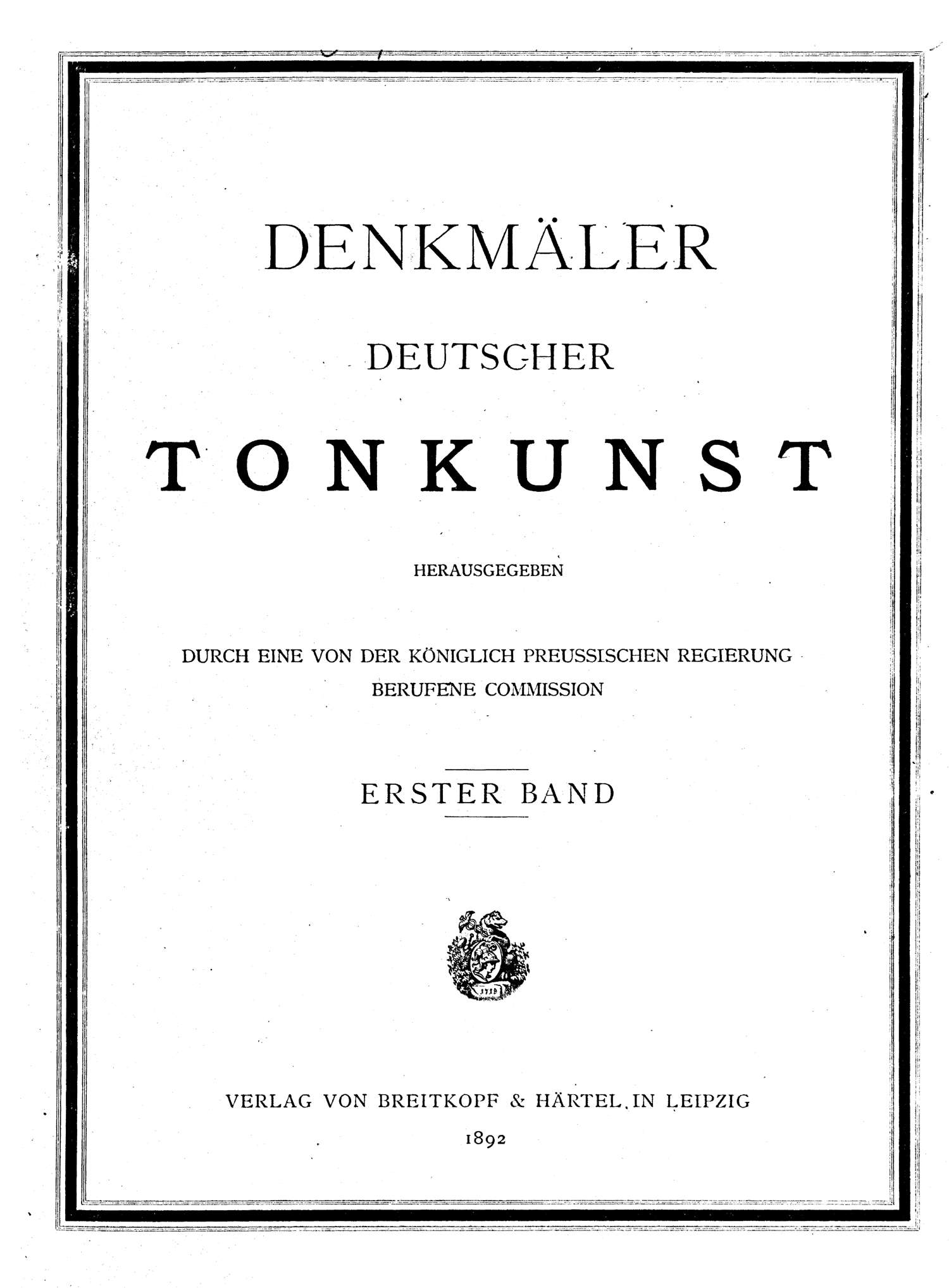

Les Denkmäler deutscher Tonkunst (Monuments de l'art musical allemand) est une édition historique de la musique classique de l'Allemagne, qui couvre les périodes baroque et classique. Elle a été publiée entre 1894 et 1952. Elle se compose de deux séries. La première série concerne la musique de l'Allemagne (sauf la Bavière). La deuxième série, Denkmäler der Tonkunst in Bayern (Monuments de l'art musical de Bavière) concerne la musique de Bavière. Une série parallèle concerne les compositeurs autrichiens : Denkmäler der Tonkunst in Österreich (en Autriche).

## Série 1
| Volume    | Titre | Année |
| --------- | --- | ----- |
| 1         | Samuel Scheidts Tabulatura Nova für Orgel und Clavier | 1892  |
| 2         | Hans Leo Hasslers Werke. Erster Band. Cantiones sacrae für 4 bis 12 Stimmen | 1894  |
| 3         | Franz Tunders Gesangswerke. Solocantaten und Chorwerke mit Instrumentalbegleitun | 1900  |
| 4         | Johann Kuhnaus Klavierwerke | 1901  |
| 5         | Johann Rudolph Ahles Ausgewählte Gesangswerke mit und ohne Begleitung von Instrumenten | 1901  |
| 6         | Matthias Weckmann und Christoph Bernhard. Solocantaten und Chorwerke mit Instrumentalbegleitung | 1901  |
| 7         | Hans Leo Hasslers Werke. Zweiter Band. Messen für 4 bis 8 Stimmen | 1902  |
| 8/9       | Ignaz Holzbauer. Günther von Schwarzburg : Oper in drei Akten | 1902  |
| 10        | Orchestermusik des XVII. Jahrhunderts. I. Journal du Printemps von Johann Caspar Ferdinand Fischer. II. Zodiacus von D. A. S.                                                                                           | 1902  |
| 11        | Dietrich Buxtehudes Instrumentalwerke. Sonaten für Violine, Gambe und Cembalo | 1903  |
| 12/13     | Arien von Heinrich Albert | 1904  |
| 14        | Dietrich Buxtehude. Abendmusiken und Kirchenkantaten | 1903  |
| 15        | Carl Heinrich Graun. Montezuma : Oper in drei Akten | 1904  |
| 16        | Melchior Franck und Valentin Haussmann. Ausgewählte Instrumentalwerke | 1904  |
| 17        | Johann Sebastiani und Johann Theile. Passionmusiken | 1904  |
| 18        | Sonate da camera von Johann Rosenmüller | 1904  |
| 19        | Arien von Adam Krieger | 1905  |
| 20        | Johann Adolph Hasse. La conversione di Sant’Agostino : Oratorio | 1905  |
| 21/22     | Gesammelte Werke von Friedrich Wilhelm Zachow | 1905  |
| 23        | Ausgewählte Werke von Hieronymus Praetorius | 1905  |
| 24/25     | Hans Leo Hasslers Werke. Dritter Band. Sacri concentus für 4 bis 12 Stimmen | 1906  |
| 26/27     | Johann Gottfried Walther. Gesammelte Werke für Orgel | 1906  |
| 28        | Georg Philipp Telemann. Der Tag des Gerichts : Ein Singgedicht in vier Betrachtungen von Christian Wilhelm Alers. Ino : Kantate von Karl Wilhelm Ramler                                                                 | 1907  |
| 29/30     | Instrumentalkonzert deutscher Meister. J. G. Pissendem, J. A. Hasse, C. Ph. E. Bach, G. Ph. Telemann, Chr. Graupner, G. H. Stölzel, K. Fr. Hurlebusch                                                                   | 1907  |
| 31        | Philippus Dulichius. Prima pars centuriae octonum et septenum vocum. Stetini, 1607 | 1907  |
| 32/33     | Niccolò Jommelli. Fetonte : Dramma per musica | 1907  |
| 34        | Newe deudsche geistliche Gesenge für die gemeinen Schulen | 1908  |
| 35/36     | Sperontes. Singende Muse an der Pleisse | 1909  |
| 37/38     | Reinhard Keiser. Der hochmütige, gestürzte und wieder erhabene Croesus | 1912  |
| 39        | Ausgewählte Werke von Johann Schobert | 1909  |
| 40        | Ausgewählte Werke von Andreas Hammerschmidt | 1910  |
| 41        | Philippus Dulichius. Secunda pars centuriæ octonum et septenum vocum | 1911  |
| 42        | Ernst Bach. Sammlung auserlesener Fabeln. und Valentin Herbing. Musikalischer Versuch | 1910  |
| 43/44     | Ausgewählte Ballette Stuttgarter Meister aus der 2. Hälfte des 18. Jahrhunderts. Florian Deller und Johann Joseph Rudolph                                                                                               | 1913  |
| 45        | Heinrich Elmenhorsts (de) Geistliche Lieder komponiert von Johann Wolfgang Franck, Georg Böhm und Peter Laurentius Wockenfuss                                                                                           | 1911  |
| 46/47     | Philipp Heinrich Erlebach. Harmonische Freude musikalischer Freunde. Erster und anderer Teil | 1914  |
| 48        | Johann Ernst Bach. Passionsoratorium | 1914  |
| 49/50     | Thüringische Motetten der ersten Hälfte des 18. Jahrhunderts | 1915  |
| 51/52     | Ausgewählte Kantaten von Christoph Graupner | 1926  |
| 53/54     | Johann Philipp Krieger. 21 ausgewählte Kirchenkompositionen | 1916  |
| 55        | Carlo Pallavicino. La Gerusalemme liberata | 1916  |
| 56        | Johann Christoph Friedrich Bach. Die Kindheit Jesu. Die Auferweckung Lazarus | 1917  |
| 57        | Georg Philipp Telemann. Vierundzwanzig Oden. und Johann Valentin Görner. Sammlung neuer Oden und Lieder | 1917  |
| 58/59     | Sebastian Knüpfer, Johann Schelle, Johann Kuhnau. Ausgewählte Kirchenkantaten | 1918  |
| 60        | Antonio Lotti. Messen | 1930  |
| 61/62     | Georg Philipp Telemann. Tafelmusik | 1927  |
| 63        | Johann Pezel. Turmmusiken und Suiten | 1928  |
| 64        | Georg Benda. Der Jahrmarkt : Eine komische Oper | 1930  |
| 65        | Thomas Stoltzer. Sämtliche lateinische Hymnen und Psalmen | 1931  |
| Annexe 1  | Christoph Graupner als Kirchenkomponist. Ausführungen zu Band LI/LII (Ergänzungen zu den Bänden 51/52) der Denkmäler deutscher Tonkunst, Erste Folge, und Verzeichnis sämtlicher Kantaten Graupners von Friedrich Noack | 1926  |
| Annexe II | G. Ph. Telemann. Musique de Table. Ausführungen zu Band LXI und LXII (Ergänzungen zu den Bänden 61/62) der Denkmäler deutscher Tonkunst, Erste Folge von Max Seiffert                                                   | 1927  |

## Série 2
Voir Denkmäler der Tonkunst in Bayern

## Pages connexes
- Denkmäler der Tonkunst in Österreich